# Дорийски хексаполис
Дорийският хексаполис са шест древногръцки полисни колонии на островите Кос, Родос и по крайбрежието на Кария в Мала Азия.
Дорийските малоазийски колонии били най-южно разположени спрямо Йония и Еолия.
Шестте града били:
1. Кос на едноименния остров;
2. Книдос в Кария;
3. Халикарнас в Кария;
4. Линдос на остров Родос;
5. Иалисос на остров Родос и
6. Камирос на остров Родос.

Плиний Стари казва, че дорийският малоазийски хексаполис бил заобиколен от Кария от всички страни, и освен с нея граничи с морето. Дорийците били съседи с карийците.
Херодот в своята „История“ описва „шестоградието“ вече като петоградие. Причината за това е, че на състезанията в чест на Аполон Триопийски един халикарнасец – Агасиклес – престъпил законите на светилището и изнесъл от храма един триножник, затова останалите пет града изключили Халикарнас.